# Viva la pipol
Viva la pipol fue un programa chileno de tipo magacín matinal transmitido por Chilevisión con la conducción de Jean Philippe Cretton, Pamela Díaz, Felipe Vidal y Gaby Hernández, de lunes a viernes de 11:00 a 13:00.
A diferencia del programa Contigo en la mañana que es emitido en la primera franja matinal del canal, este se caracteriza principalmente por entretener al público a través de diversos concursos e instancias de conversación con diferentes invitados a diario.
Con motivo de cambios de programación y debido al estallido social de 2019, Chilevisión anunció el fin del programa para el 6 de diciembre de ese año, siendo reemplazado en su franja horaria por Contigo en la mañana.

## Equipo
- Productor ejecutivo: Alexis Zamora
- Director general: Hernaldo Alarcón
- Productora general: Pamela Srur Salipa
- Editor periodístico: Álvaro Correa
- Subeditora: Carolina Ávila
- Periodistas: Francisca Aqueveque, Felipe Pérez, Antonella Ferma y Nicolás Gutiérrez
- Conductores: Jean Philippe Cretton, Pamela Díaz, Rocío Marengo, Felipe Vidal y Gaby Hernández
- Notero: Willy Sabor